# Аль-Мухаррам (район)
Аль-Мухаррам (араб. منطقة المخرم) — район (мінтака) у Сирії, входить до складу провінції Хомс. Адміністративний центр — м. Аль-Мухаррам.
Адміністративно поділяється на 2 нохії:
- Аль-Мухаррам-Центр
- Джеб-аль-Джерах

| Сирія | Це незавершена стаття з географії Сирії. Ви можете допомогти проєкту, виправивши або дописавши її. |